# 山川町 (吉野川市)
山川町（やまかわちょう）は、徳島県吉野川市の地域。一帯は旧麻植郡山川町全域。

## 地理
吉野川市の西端、吉野川南岸に位置。北は阿波市、西は美馬市、北東は川島地区、東から南は美郷地区に接する。地区全体は旧麻植郡山川町となる。
地区の中央を川田川が北流し、吉野川に合流しており、穴吹川河口の穴吹、貞光川河口の貞光、半田川河口の半田と並ぶ四国山地のふもとの谷口町でその東端の地域である。
当地の平坦部は、主として吉野川・川田川の流域の沖積平野であるが、いくつかの谷に刻まれた洪積層の台地も川田川の東部山麓に波打っている。また、高さ200m以上の山地が当地総面積の50%余を占めており、南西部には「阿波富士」ともいわれる高越山がそびえる。

### 山岳

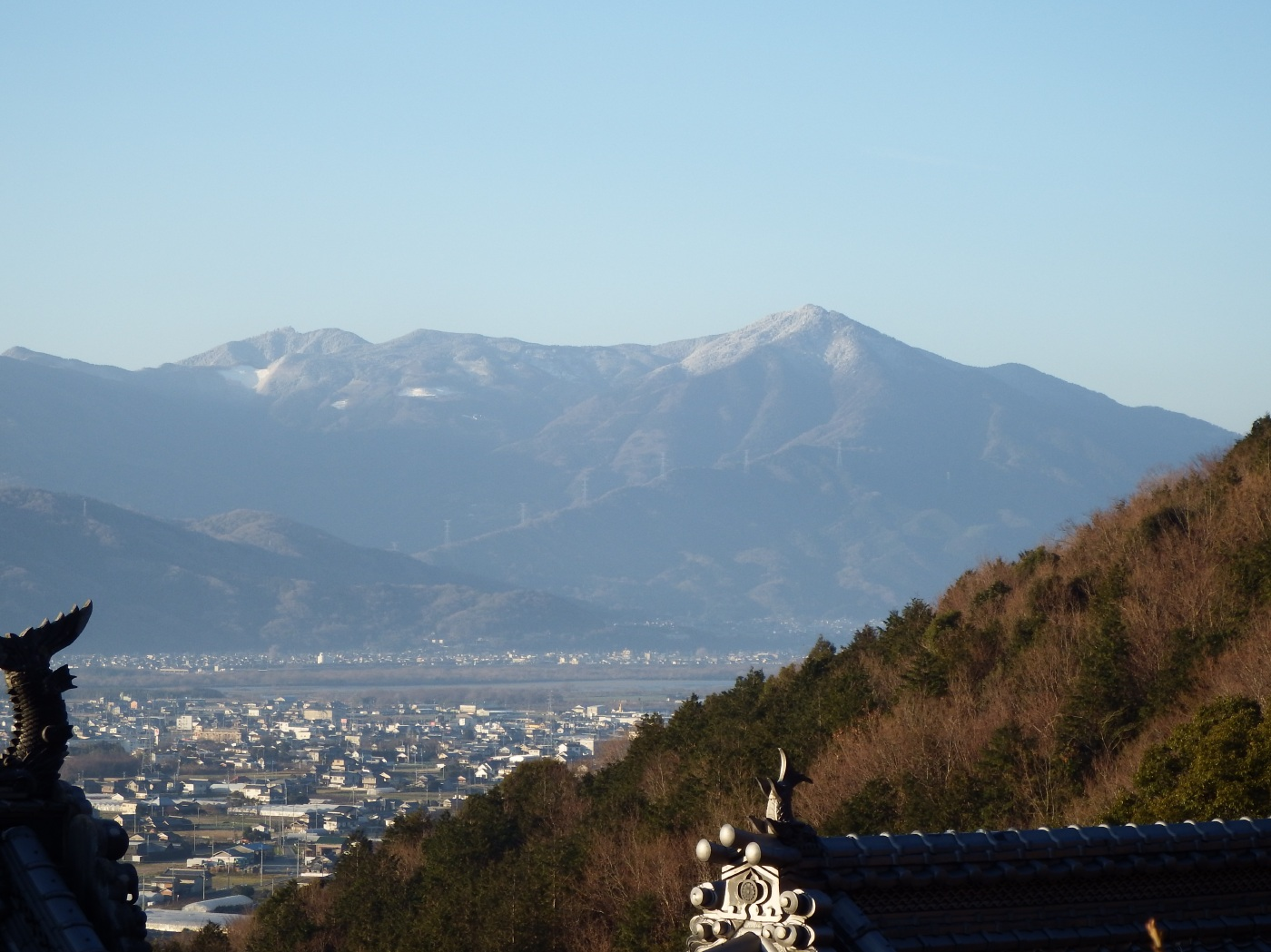
高越山

- 高越山
- 種穂山
- 奥野々山

### 河川
- 吉野川
- 川田川
- 学島川
- ほたる川

## 地域
| - 青木 - 赤岩 - 赤刎 - 朝日 - 安楽寺 - 石堂 - 伊瑞穂 - 市久保 - 一里塚 - 井上 - 井傍 - 忌部 - 忌部山 | - 岩戸 - 牛ノ子尾 - 浦山 - 恵下 - 榎谷 - 大内 - 大須賀 - 大塚 - 大藤谷 - 大峯 - 大室 - 麻掛 - 翁喜台 | - 奥川田 - 奥野井 - 奥原 - 皆瀬 - 槻原 - 柿木谷 - 楮本 - 春日 - 片岸 - 川田 - 川田赤岩 - 川田市 - 川田忌部山 | - 川田北島 - 川田天神 - 川田八幡 - 川東 - 北島 - 北須賀 - 木戸口 - 祗園 - 楠根地 - 雲宮 - 黒岩 - 桑内 - 桑ノ峯 | - 高頭 - 御饌免 - 御旅館 - 権現谷 - 境谷 - 坂口 - 坂田 - 貞田 - 小路 - 新田谷 - 季邦 - 住吉 - 諏訪 | - 瀬津 - 建石 - 田ノ浦 - 塚穴 - 土仏西向 - 鼓山 - 津由谷 - 堤外 - 堤内 - 天神 - 天神佐古 - 天王原 - 土橋 | - 土橋ノ上 - 中須賀 - 中ノ郷 - 流 - 鍋倉 - 西久保 - 西ノ原 - 西野峯 - 西麓 - 野宮谷 - 旗見 - 八ヶ久保 - 八幡 | - 榛木原 - 東麓 - 東麦原 - 引地 - 久宗 - 日知利子 - 一ツ石 - 平山 - 日鷲谷 - 藤生 - 舟戸 - 古城 - 前川 | - 町 - 馬見尾 - 丸山 - 三島 - 宮北 - 宮地 - 宮島 - 宮谷 - 迎坂 - 麦原 - 向坂 - 村雲 - 茂草 | - 矢落 - 山路 - 山ノ神 - 木綿麻山 - 湯立 - 横走 - 若宮 |  |

## 歴史
- 2004年（平成16年）10月1日 - 麻植郡山川町が鴨島町・川島町・美郷村と合併して吉野川市となり、現在の町名となる。

## 施設

### 教育機関
- 吉野川市立山川中学校
- 吉野川市立山瀬小学校
- 吉野川市立高越小学校

かつて存在した教育機関

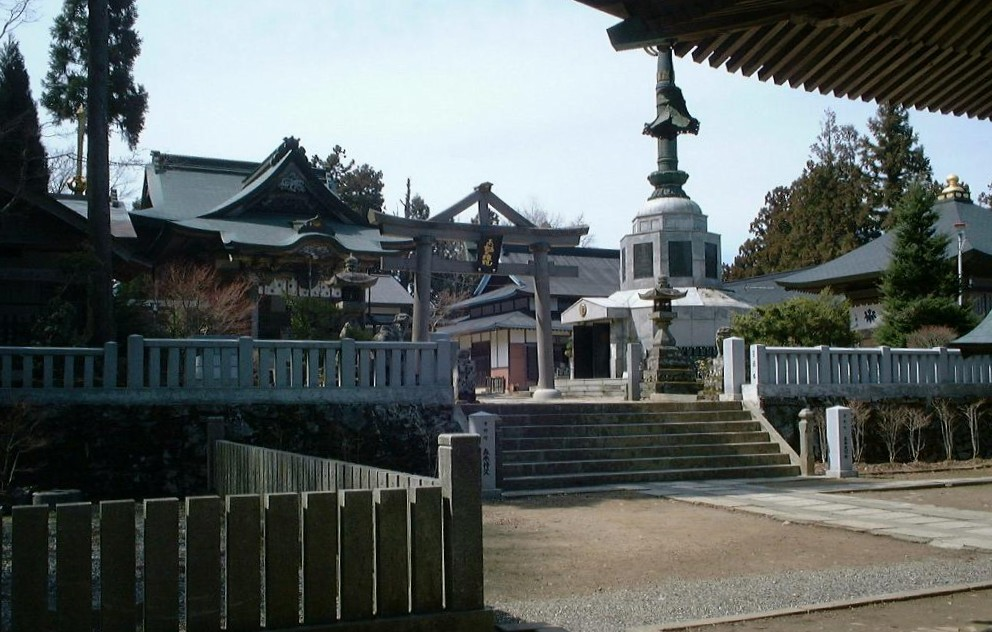
高越寺

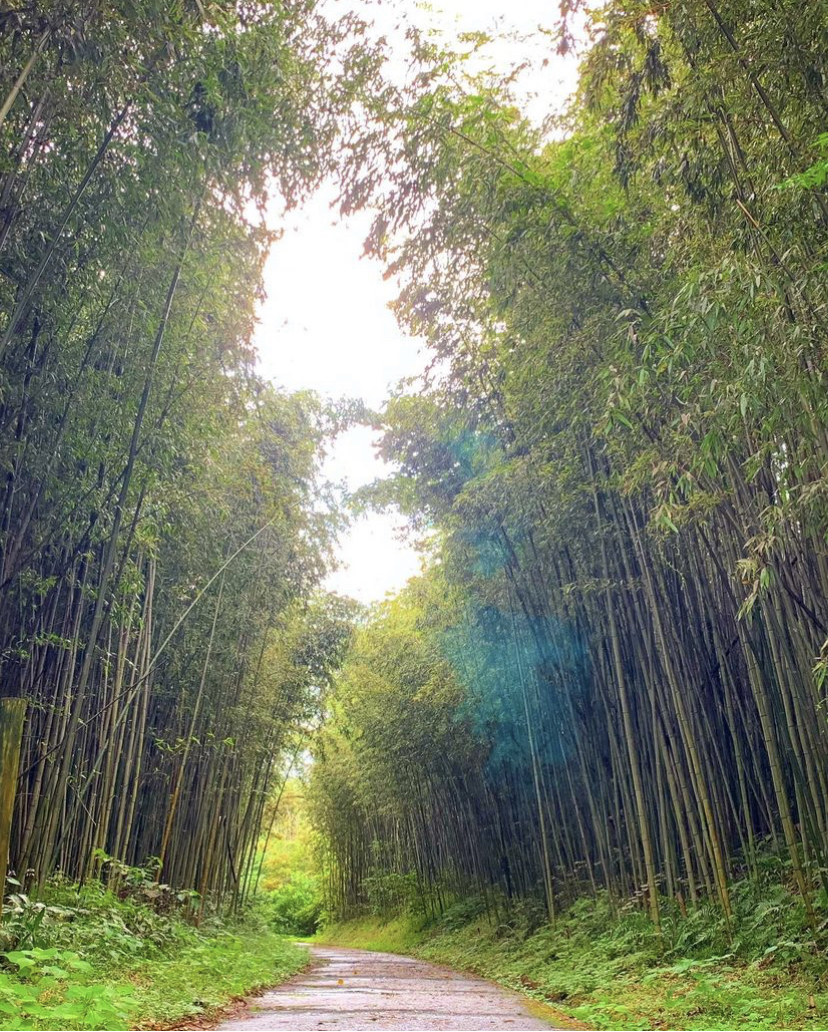
バンブーパーク

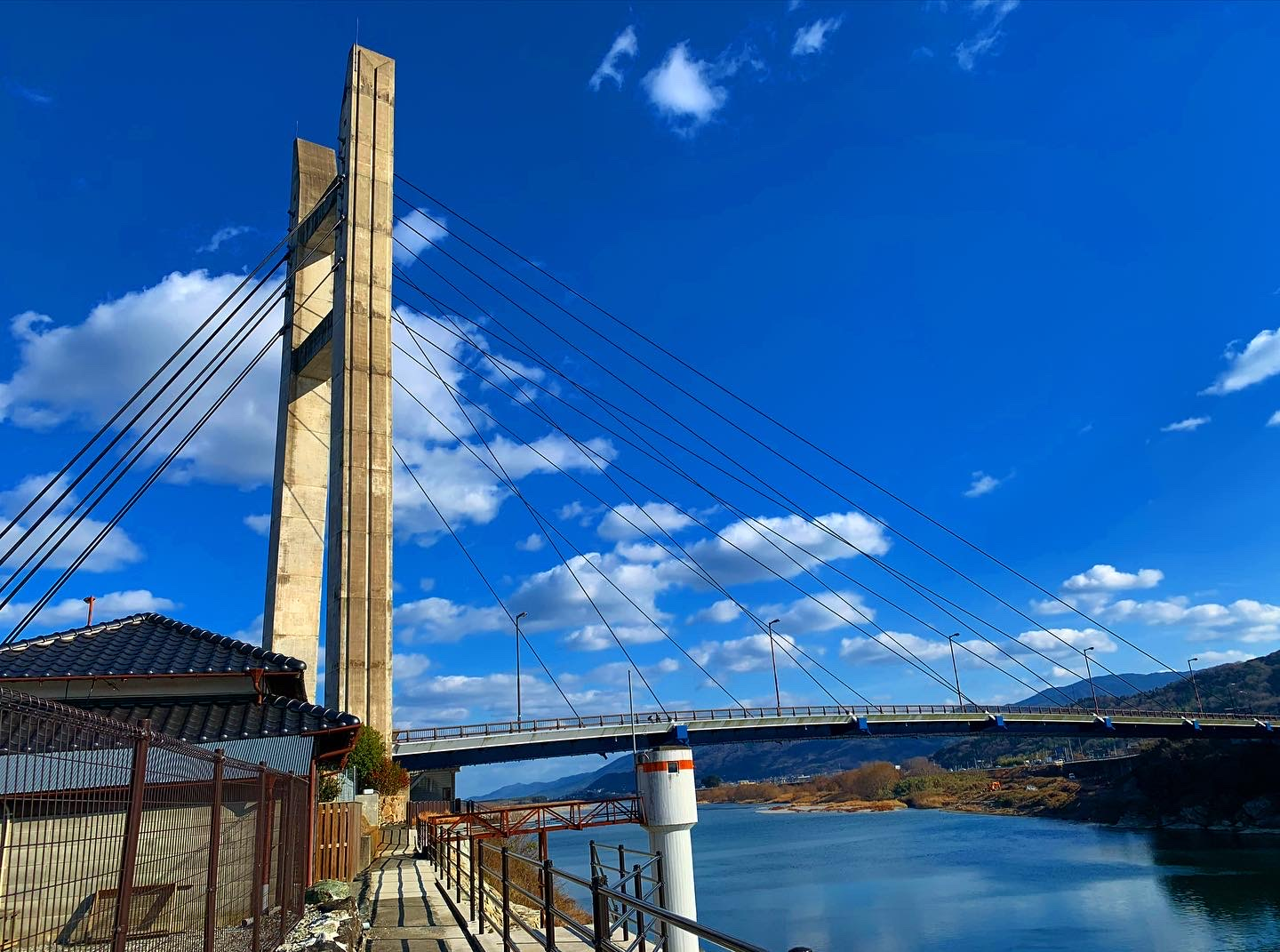
岩津橋

- 吉野川市立川田小学校（2018年3月閉校）
- 吉野川市立川田中小学校（2018年3月閉校）
- 吉野川市立川田西小学校（2018年3月閉校）

### 公共施設
- 吉野川市立山川図書館
- 船窪つつじ公園 - とくしま88景
- バンブーパーク
- 阿波和紙伝統産業会館

### 社寺
- 高越神社
- 忌部神社
- 紙漉神社
- 川田八幡神社
- 天村雲神社
- 井田神社
- 高越寺
- 醫光寺
- 西福寺
- 潮光寺
- 福生寺
- 聖天寺

## 交通

### 鉄道

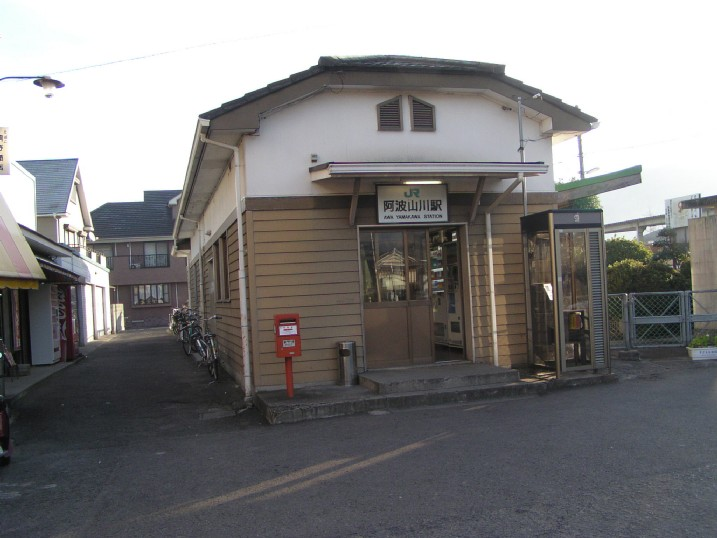
阿波山川駅

四国旅客鉄道（JR四国）徳島線が通り、山瀬駅・阿波山川駅・川田駅が設置されている。

### 道路
国道
- 国道192号
- 国道123号

都道府県道
- 香川県道・徳島県道3号志度山川線
- 徳島県道245号二宮山川線
- 徳島県道246号仁賀木山瀬停車場線
- 徳島県道247号船戸山川線
- 徳島県道248号奥野井阿波山川停車場線
- 徳島県道249号井上川田線

### 橋梁
- 瀬詰大橋 - 吉野川。香川県道・徳島県道3号志度山川線。
- 岩津橋 - 吉野川。徳島県道139号船戸切幡上板線。

## 出身者
- 加藤竜人 - プロ野球選手
- 平野鍋吉 - 政治家
- 三木申三 - 政治家
- 芳川顕正 - 政治家